# Simultankomposition
Simultankompositionen sind musikalische Werke, deren einzelne Elemente gleichzeitig (simultan) und nacheinander aufführbar sind. Die wohl bekanntesten Beispiele für Stücke dieser Art sind wahrscheinlich Quodlibets.
Das Phänomen von unterschiedlichen Elementen, die gleichzeitig erklingen, lässt sich in der gesamten Musikgeschichte beobachten: So zum Beispiel in der Tanzszene von Don Giovanni von W. A. Mozart und dem Introitus der Matthäuspassion von J. S. Bach. Allerdings unterscheiden sich diese Beispiele von denen des 20. und 21. Jahrhunderts, indem sie nicht einzeln aufführbar sind, bzw. nur theoretisch. Demnach kann man Simultankompositionen in „echte“ und „unechte“ unterscheiden.
Beide Typen von Simultankompositionen lassen sich in zwei Kategorien unterscheiden:
- Zur ersten Kategorie gehören die Stücke, in denen die künstlerische Freiheit des Ausführenden als Primärfunktion des simultanen Ablaufs im Mittelpunkt steht. Dazu gehören die Zyklen Modules (1966/69) von Earle Brown, Aus der Wand die Rinne (ab 1996) von Juliane Klein und SOLO XFACH (ab 1988) von Bernd Franke. Hier ging es den Komponisten darum, dem Musiker mehr Freiheiten in Bezug auf die Gestaltung des Stückes wie Ablauf und Struktur zu überlassen. Oftmals findet man bei den Stücken dieser Kategorie Notationstechniken wie Aleatorik und „freie Notation“ vor.
- In der zweiten Kategorie findet man nun Stücke, deren Fokus auf der Darstellung von Räumlichkeit liegt. Diese kann wortwörtlich oder auch im übertragenen Sinne verstanden werden. Konkrete Räumlichkeit wird beispielsweise bei Stücken mit Fernorchestern (z. B.: Eine Alpensinfonie) erzeugt. Dies gilt auch für die Tanzszene in Don Giovanni, in welcher ja der Palast des Don Giovanni dargestellt wird, in dem aus mehreren Räumen unterschiedliche Musik erklingt. (Ob es sich hierbei auch um die Abgrenzung der verschiedenen Gesellschaftsklassen handelt, ist eine andere Diskussion.) 
 Die Kategorie der „abstrakten“ Räumlichkeit umfasst die Stücke, bei denen eine Art innere Abgrenzung unterschiedlicher Elemente vorliegt, wie der Choral und Chordialog im schon erwähnten Introitus der Matthäuspassion oder die Simultanszenen der Oper Die Soldaten von Bernd Alois Zimmermann. Echte Simultankompositionen dieser Kategorie sind beispielsweise Double Life (CUT IV & V) (2004/05) von Bernd Franke, das Tripeloratorium von Pietro Raimondi und ink, colours and gold on paper II & III (2005/06) von Peter Gahn.

Besonders in den vokalen Werken wird deutlich, worin die innere Abgrenzung besteht: die Texte bei Bach, Raimondi und Zimmermann kommentieren sich gegenseitig und lassen damit weitere Perspektiven auf den jeweiligen „Gegenstand“ zu.
Beim Vergleich der einzelnen Simultankompositionen stellt man fest, dass sie sich immer durch zwei wichtige Eigenschaften auszeichnen: Zum einen müssen die Komponenten eigenständig genug sein, um als Einzelstück gelten zu können. Zum anderen müssen sie aber auch mit den weiteren Komponenten des jeweiligen Werks vollständig kompatibel sein, damit es als Ganzes funktioniert. Um also feststellen zu können, ob es sich um Simultankompositionen handelt, müssen die Komponenten auf ihre Einzelstruktur und die jeweiligen Techniken der Verknüpfung hin untersucht werden.

## Liste mit „echten“ Simultankompositionen
- Tripeloratorium Putifar, Giuseppe und Giacobbe (circa 1847/48) von Pietro Raimondi
- Modules I-III für Orchester (1966/69) von Earle Brown
- der Zyklus Aus der Wand die Rinne (ab 1996) von Juliane Klein
- die Zyklen SOLO XFACH (ab 1988) und CUT (ab 2001) von Bernd Franke
- Das Konvolut, Vol. 1 (2002) von Michael Hirsch
- ink, colours and gold on paper II & III und surroundings 1 & 2 (2005/06) von Peter Gahn